# Onitis falcatus
Onitis falcatus là một loài bọ cánh cứng trong họ Bọ hung (Scarabaeidae).